# ヤコポ・ストラーダの肖像
『ヤコポ・ストラーダの肖像』（ヤコポ・ストラーダのしょうぞう、独: Bildnis Jacopo de Strada、英: Portrait of Jacopo Strada）は、イタリア盛期ルネサンスのヴェネツィア派の巨匠ティツィアーノ・ヴェチェッリオが1567-1568年にキャンバス上に油彩で制作した絵画である。多才なな宮廷人ヤコポ・ストラーダを描いている。作品はレオポルト・ヴィルヘルム大公のコレクションにあったもので、現在はウィーンの美術史美術館に所蔵されている。

## 作品
ストラーダは16世紀における最も多才な人物の1人で、世紀半ばころにアルブレヒト5世 (バイエルン公) の芸術顧問となり、法王庁に仕えた後、1557年からオーストリアのハプスブルク家に雇われた。彼は画家であり、建築家、金細工師、考古学者、文献学者、美術収集家、美術商でもあったため、雇い主たちにとってかけがえのない古美術の鑑識眼を持った美術品買い付け人であった。
本作は、彼が書斎でその知識を示す事物に取り囲まれている姿を描いている。金鎖を身に着けているが、それはおそらく前年の1566年、彼の雇用主であったマクシミリアン2世 (神聖ローマ皇帝) により「Antiquarius Caesareus」 (帝国の古物収集家) に任命された時に与えられたものであり、彼を宮廷人として表している。彼の剣と肩から垂れる毛皮は彼の富裕さを象徴している。
画面右上の銘文は、「JACOBVUS DE STRADA CIVIS ROMANVS CAESS. ANTIQVARIVS ET COM. BELIC. AN: AETAT: LI: et C.M.D.L. XVI (ヤコポ・ストラーダ、ローマの市民、(神聖ローマ) 帝国の古物収集家兼宰相、1566年に51歳)」と記している。 画面上部左側に「TITIANVS F (ECIT)」と署名されている。さらに、テーブル上の文字は「Titian Vecellio Venezia」を含んでいる。
1世紀後の1659年 と1673年に、本作はダフィット・テニールス (子) による、レオポルト・ヴィルヘルム大公の絵画コレクションの目録『絵画の劇場』に記録されたが、それ以前に本作はすでにテニールスが描いた大公の絵画コレクションの絵画で悪名高いものであった。

## ギャラリー

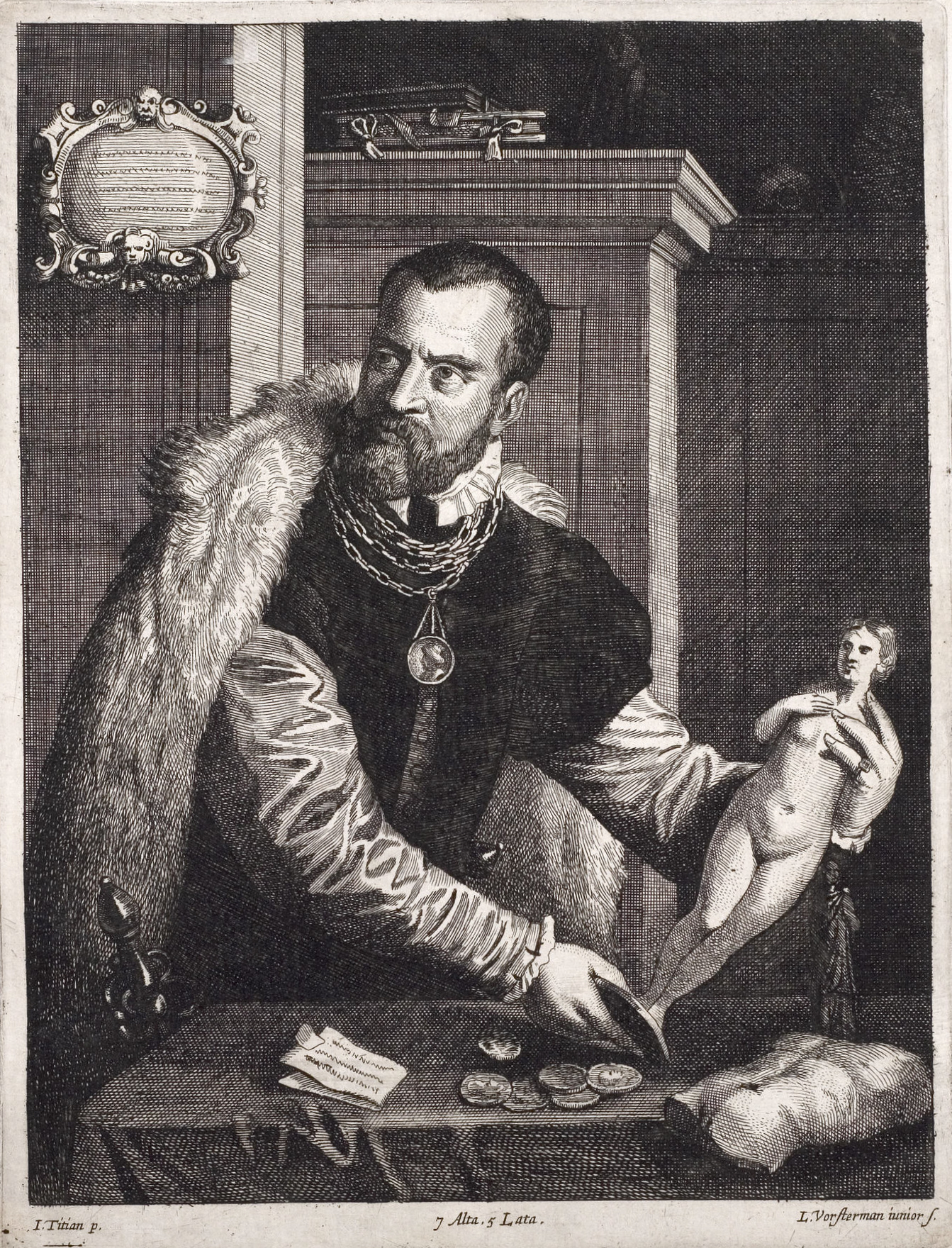
テニールスの目録『絵画の劇場』に含まれているルーカス・フォルステルマン(子) （英語版）による1673年のエングレービング
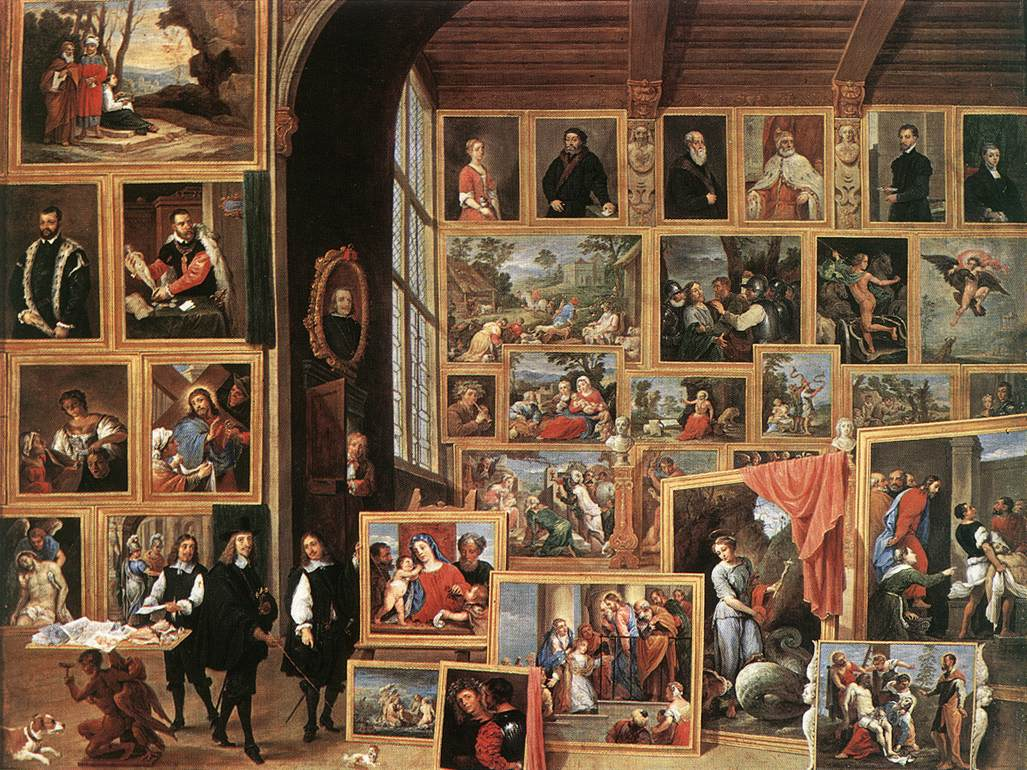
テニールス『ブリュッセルのレオポルト・ヴィルヘルム大公の画廊』、1640年
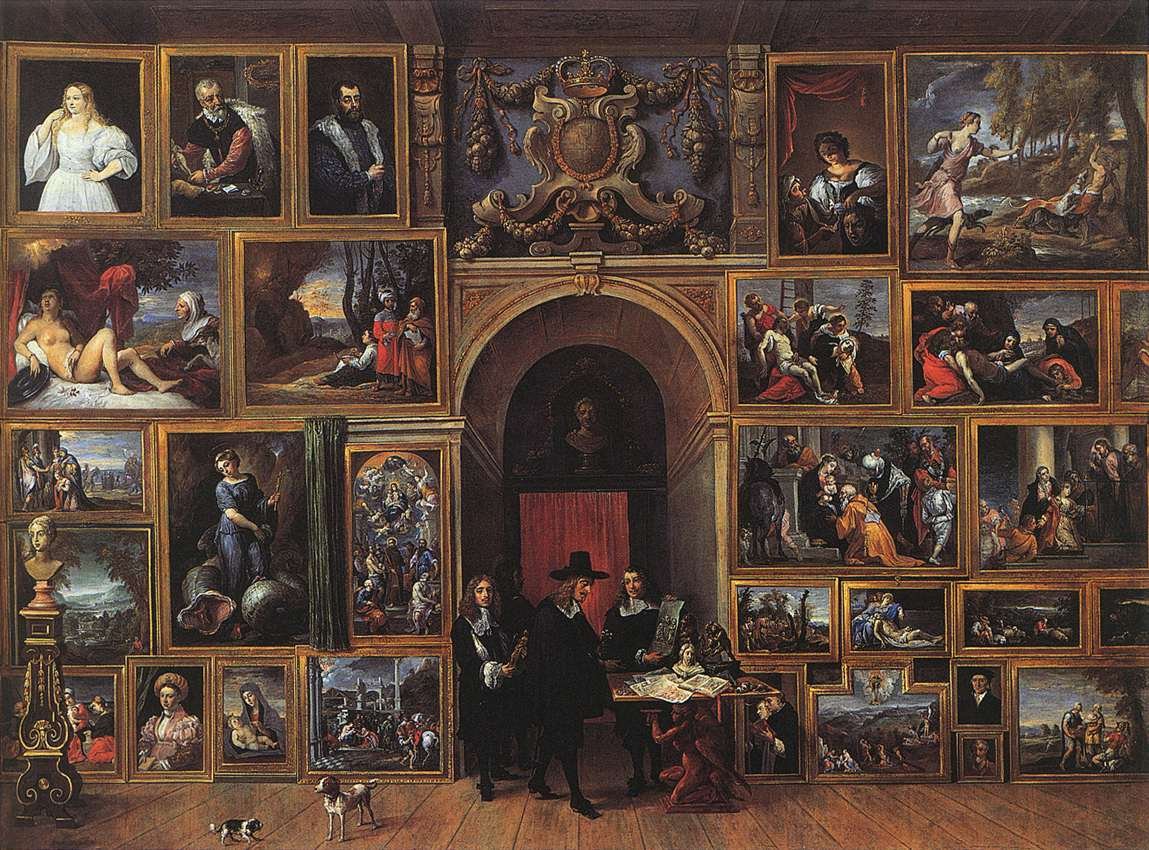
テニールス『ブリュッセルのレオポルト・ヴィルヘルム大公の画廊（英語版）』、1651年、ベルギー王立美術館
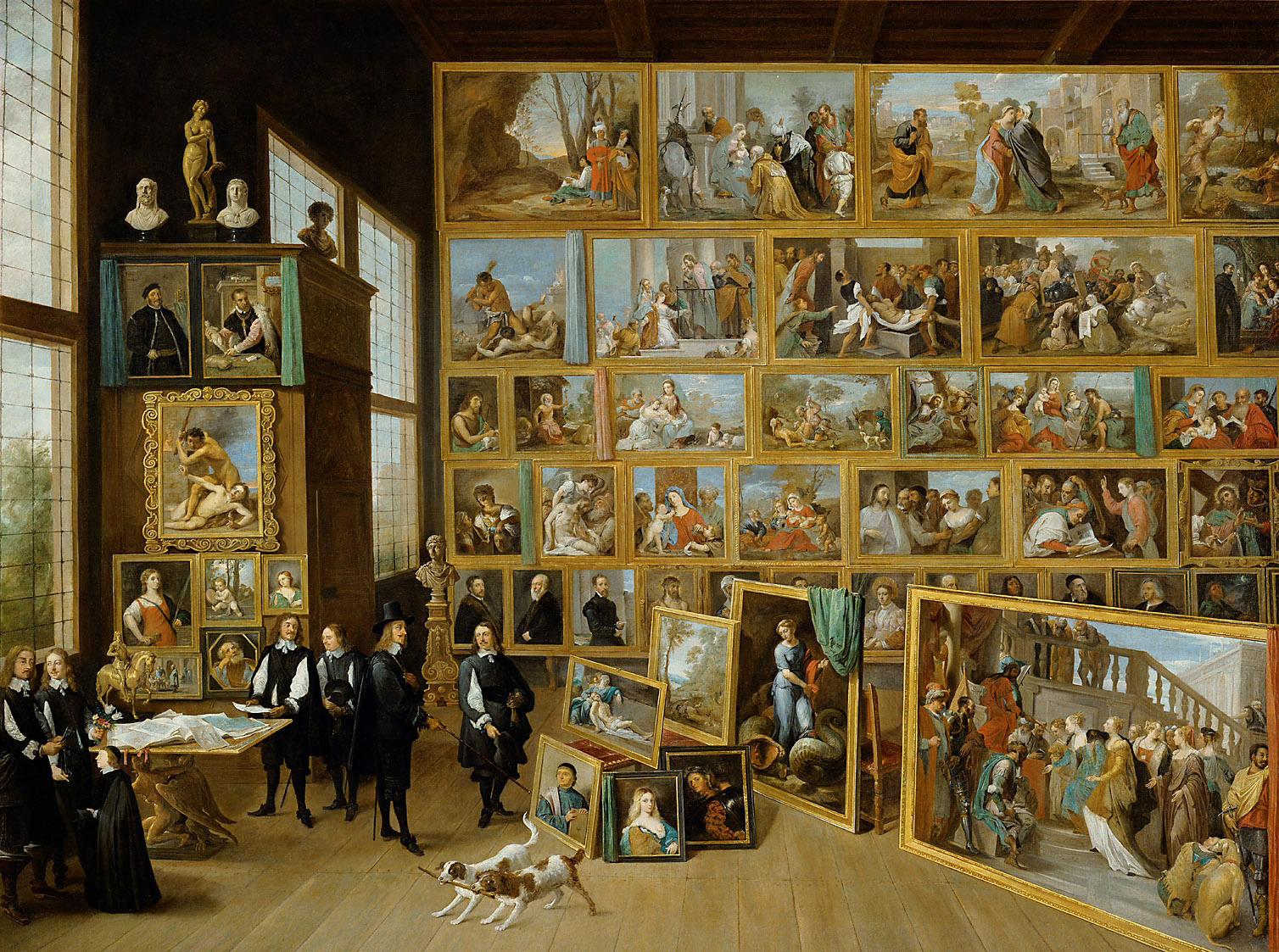
テニールス『ブリュッセルのレオポルト・ヴィルヘルム大公の画廊（英語版）』、1651年、美術史美術館
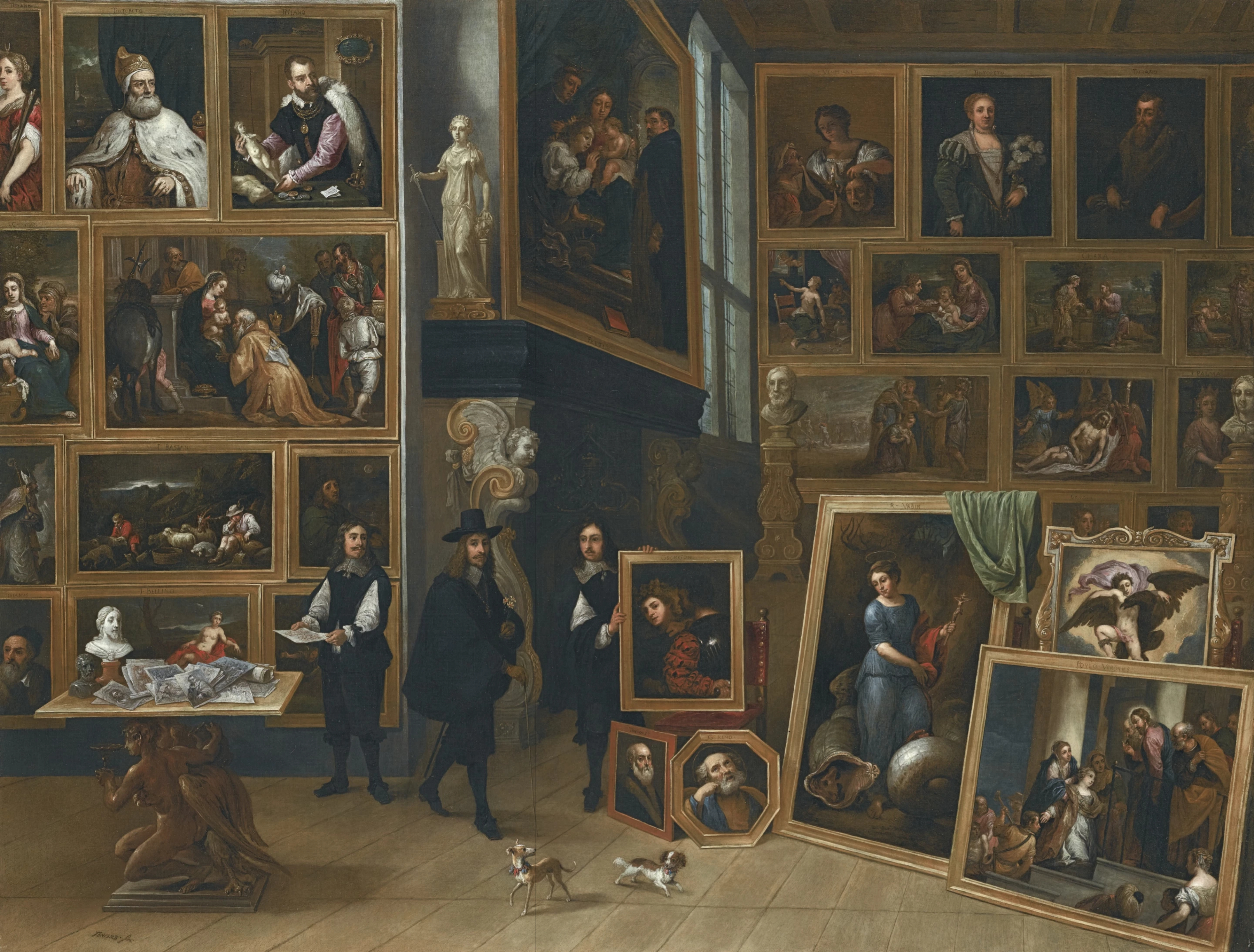
テニールス『ブリュッセルのレオポルト・ヴィルヘルム大公の画廊』、1651年